# Dichocarpum hakonense
Dichocarpum hakonense är en ranunkelväxtart som först beskrevs av Maekawa, Amp; Tuyama och Jisaburo Ohwi, och fick sitt nu gällande namn av Wen Tsai Wang och Hsiao. Dichocarpum hakonense ingår i släktet Dichocarpum och familjen ranunkelväxter. Inga underarter finns listade i Catalogue of Life.